# White Plains (Kentucky)
Pour les articles homonymes, voir White Plains.
White Plains est une ville américaine située dans le comté de Hopkins, dans le Kentucky. Selon le recensement de 2020, sa population est de 829 habitants.